# Macrometopon rantale
Macrometopon rantale är en insektsart som beskrevs av Bruner, L. 1915. Macrometopon rantale ingår i släktet Macrometopon och familjen vårtbitare. Inga underarter finns listade i Catalogue of Life.